# Юг, Коралин
Корали́н Юг (фр. Coraline Hugue, род. 11 марта 1984 года, Амбрён, Франция) — французская лыжница, участница Олимпийских игр в Сочи. Специализируется в дистанционных гонках.
В Кубке мира Юг дебютировала 15 января 2005 года, в марте того же года впервые попала в десятку лучших на этапе Кубка мира, в эстафете. Всего на сегодняшний момент имеет 12 попаданий в десятку лучших на этапах Кубка мира, все в командных соревнованиях, в личных гонках не поднималась выше 12-го места. Лучшим достижением Юг в общем итоговом зачёте Кубка мира является 48-е место в сезоне 2012-13.
На Олимпийских играх 2014 года в Сочи, стартовала в трёх дисциплинах: скиатлон - 22-е место, масс-старт на 30 км - 7-е место и эстафета - 4-е место.
За свою карьеру принимала участие в двух чемпионатах мира, лучший результат 6-е место в эстафете на чемпионате мира 2013 года, а в личных гонках 10-е место в гонке на 10 км свободным стилем на том же чемпионате.
Использует лыжи и ботинки производства фирмы Fischer.